# Húnabyggð
Húnabyggð és un municipi d'Islàndia, a la regió de Norðurland vestra. Té una extensió de 3.999 km² i una població de 1.374 habitants a primer de gener de 2025.
El municipi va ser creat el març de 2022 mitjançant la fusió dels antics municipis de Blönduósbaer i Húnavatnshreppur. El primer d'agost de 2024 va entrar en vigor la incorpòració del municipi de Skagabyggð, aprovada el juny anterior.
La principal població del municipi és Blönduós.